# Mable Fergerson
Mable Fergerson, född den 18 januari 1955 i Los Angeles, Kalifornien, är en amerikansk friidrottare inom kortdistanslöpning.
Hon tog OS-silver på 4 x 400 meter vid friidrottstävlingarna 1972 i München.